# Dessinateur : Reine Victoria
Pour plus de détails, voir Fiche technique et Distribution.
Dessinateur : Reine Victoria est un film de Georges Méliès, sorti en 1896. Actuellement, le film est considéré comme perdu.

## Synopsis
Le film présentait Georges Méliès réalisant un croquis de la reine Victoria.